# بيغي يو
بيغي يو (بالصينية: 俞渝) هي سيدة أعمال صينية، ولدت في 1 مايو 1965 في تشونغتشينغ في الصين.